# Maurice Bonham Carter
Maurice Bonham Carter (Londra, 11 ottobre 1880 – 7 giugno 1960) è stato un politico britannico.

## Biografia
Era l'undicesimo figlio di Henry Bonham Carter, figlio di John Bonham Carter, e di sua moglie, Sibella Charlotte Norman, figlia di George Norman. Studiò al Winchester College e Balliol College di Oxford. L'attrice Helena Bonham Carter è sua nipote.

## Carriera
Fu segretario di H. H. Asquith e divenne una figura di spicco del partito liberale britannico. Ricoprì una serie di incarichi amministrativi di alcune aziende ed è stato un partner dei banchieri OT Falk and Partners e gli agenti di cambio Buckmaster & Moore. 

## Matrimonio
Sposò, il 30 novembre 1915, Lady Violet Asquith (15 aprile 1887-19 febbraio 1969), figlia di Herbert Henry Asquith. Ebbero quattro figli: 
- Helen Laura Cressida (22 aprile 1917-17 giugno 1997), sposò Jasper Ridley, ebbero un figlio;
- Laura Miranda (13 ottobre 1918-15 febbraio 1994), sposò Jo Grimond, ebbero quattro figli;
- Mark Bonham Carter, barone di Yarnbury (11 febbraio 1922-4 settembre 1994);
- Raymond Henry (19 giugno 1929-17 gennaio 2004).

## Morte
Morì il 7 giugno 1960 e fu sepolto a Mells.